# Jamile Samuel
Pour les articles homonymes, voir Samuel (homonymie).
Jamile Samuel (née le 24 avril 1992 à Amsterdam) est une athlète néerlandaise, spécialiste du sprint.

## Biographie

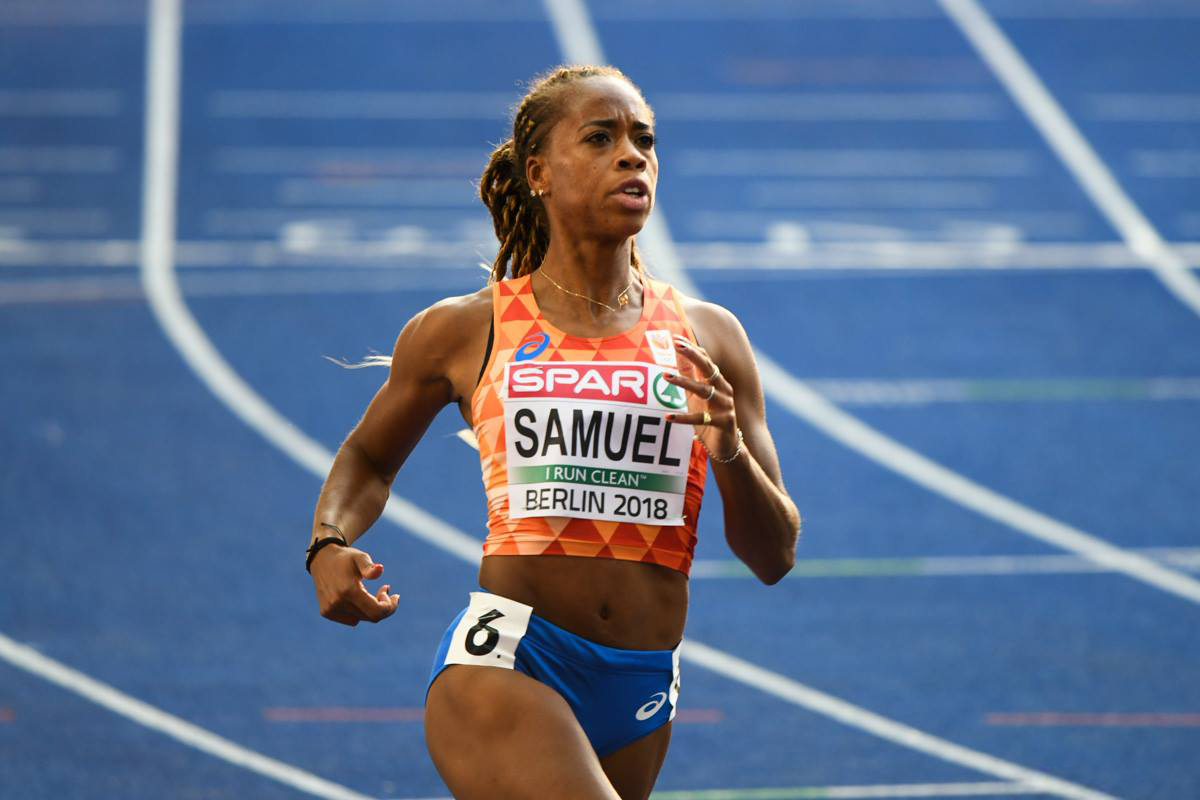
Jamile Samuel aux championnats d'Europe 2018.

Elle obtient deux médailles d'argent (100 et 200 m) lors des Championnats d'Europe juniors d'athlétisme 2011 à Tallinn, trois médailles de bronze (100, 200 et 4 × 100 m) lors des Championnats du monde junior d'athlétisme 2010 à Moncton. Elle avait été finaliste à Bydgoszcz lors des précédents championnats, en 23 s 76. Elle avait déjà obtenu une autre médaille de bronze lors des Championnats d'Europe junior d'athlétisme 2009 à Novi Sad au relais 4 × 100 m.
À Daegu 2011, elle permet au relais néerlandais du 4 × 100 m de battre le record national en 43 s 44, composé également d'Anouk Hagen, de Kadene Vassell et de Dafne Schippers.
Elle se classe 3e du Meeting de Montreuil le 7 juin 2016 sur 200 m en 23 s 04. Le 7 juillet suivant, Samuel échoue au pied du podium de la finale du 200 m des Championnats d'Europe d'Amsterdam en 22 s 83, son meilleur temps de la saison. 3 jours plus tard, elle remporte au sein du relais 4 x 100 m le titre continental en 42 s 04, nouveau record des Pays-Bas.
Le 30 juin 2018, elle se classe quatrième du Meeting de Paris améliorant son record personnel au 200 m de 9 centièmes, le passant à 22 s 63. Le 22 juillet, lors du London Grand Prix, elle termine 6e et porte son record à 22 s 37. Le 7 août, en demi-finale des championnats d'Europe de Berlin, Samuel bat son record personnel en 11 s 10 sur 100 m et se qualifie pour la finale. Elle termine à la 5e place de la finale en 11 s 14. Sur 200 m, la Néerlandaise égale son record personnel en 22 s 37 et décroche une superbe médaille de bronze derrière Dina Asher-Smith (21 s 89) et Dafne Schippers (22 s 14). Avec le relais 4 x 100 m, elle remporte une médaille d'argent en 42 s 15, derrière le Royaume-Uni (41 s 88).

## Palmarès
| Date | Compétition                       | Lieu             | Résultat | Épreuve   | Temps   |
| ---- | --------------------------------- | ---------------- | -------- | --------- | ------- |
| 2008 | Championnats du monde juniors     | Bydgoszcz        | 6e       | 200 m     | 23 s 76 |
| 2009 | Championnats d'Europe juniors     | Novi Sad         | 3e       | 4 × 100 m | 45 s 88 |
| 2010 | Championnats du monde juniors     | Moncton          | 3e       | 100 m     | 11 s 56 |
| 2010 | Championnats du monde juniors     | Moncton          | 3e       | 200 m     | 23 s 27 |
| 2010 | Championnats du monde juniors     | Moncton          | 3e       | 4 × 100 m | 44 s 09 |
| 2011 | Championnats d'Europe juniors     | Tallinn          | 2e       | 100 m     | 11 s 43 |
| 2011 | Championnats d'Europe juniors     | Tallinn          | 2e       | 200 m     | 23 s 31 |
| 2012 | Championnats d'Europe             | Helsinki         | 6e       | 200 m     | 23 s 55 |
| 2012 | Championnats d'Europe             | Helsinki         | 2e       | 4 × 100 m | 42 s 80 |
| 2012 | Jeux olympiques                   | Londres          | 6e       | 4 × 100 m | 42 s 70 |
| 2014 | Championnats d'Europe par équipes | Brunswick        | 2e       | 100 m     | 11 s 42 |
| 2014 | Championnats d'Europe par équipes | Brunswick        | 1re      | 4 × 100 m | 42 s 95 |
| 2014 | Championnats d'Europe             | Zurich           | 6e       | 200 m     | 23 s 31 |
| 2014 | Championnats d'Europe             | Zurich           | 7e       | 4 × 100 m | DNF     |
| 2015 | Championnats d'Europe en salle    | Prague           | 7e       | 60 m      | 7 s 19  |
| 2015 | Coupe d'Europe des clubs          | Mersin           | 3e       | 4 x 100 m | 45 s 67 |
| 2015 | Championnats d'Europe par équipes | Heraklion        | 1re      | 4 x 100 m | 42 s 88 |
| 2015 | Championnats du monde             | Pékin            | —        | 4 x 100 m | DQ      |
| 2016 | Championnats d'Europe             | Amsterdam        | 4e       | 200 m     | 22 s 83 |
| 2016 | Championnats d'Europe             | Amsterdam        | 1re      | 4 x 100 m | 42 s 04 |
| 2017 | Relais mondiaux de l'IAAF         | Nassau           | 4e       | 4 x 100 m | 43 s 17 |
| 2017 | Championnats du monde             | Londres          | 8e       | 4 x 100 m | 43 s 07 |
| 2018 | Championnats d'Europe             | Berlin           | 5e       | 100 m     | 11 s 14 |
| 2018 | Championnats d'Europe             | Berlin           | 3e       | 200 m     | 22 s 37 |
| 2018 | Championnats d'Europe             | Berlin           | 2e       | 4 x 100 m | 42 s 15 |
| 2018 | Ligue de diamant                  | Ligue de diamant | 3e       | 200 m     | 22 s 64 |
| 2019 | Ligue de diamant                  | Ligue de diamant | 8e       | 200 m     | 23 s 15 |
| 2021 | Championnats d'Europe en salle    | Toruń            | 3e       | 60 m      | 7 s 22  |
| 2022 | Championnats d'Europe             | Munich           | 5e       | 4 x 100 m | 43 s 03 |
| 2023 | Jeux européens                    | Chorzów          | 1re      | 4 × 100 m | 42 s 61 |

## Records
| Épreuve | Temps   | Lieu             | Date                            |
| ------- | ------- | ---------------- | ------------------------------- |
| 60 m    | 7 s 14  | Berlin Apeldoorn | 13 février 2016 27 février 2016 |
| 100 m   | 11 s 10 | Berlin           | 7 août 2018                     |
| 200 m   | 22 s 37 | Londres Berlin   | 22 juillet 2018 11 août 2018    |